# فرضة نهم
فرضة نهم هي منطقة جبلية في مديرية نهم التابعة لمحافظة صنعاء شرقي العاصمة اليمنية صنعاء.

## مقالات متعلقة
- معركة نهم